# Slovenská mužská florbalová reprezentace

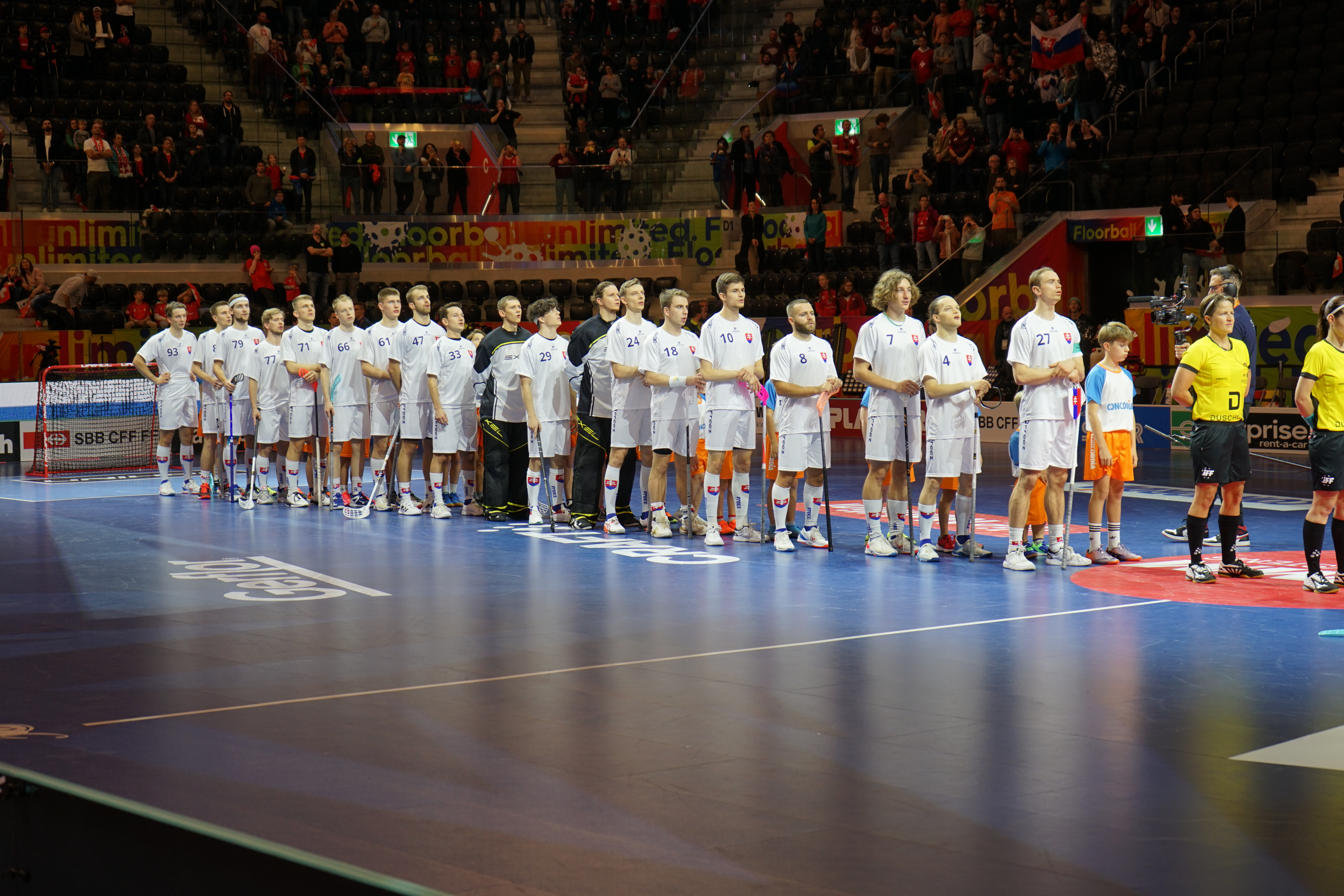
Slovenská florbalová reprezentace na Mistrovství světa 2022

Slovenská mužská florbalová reprezentace je národní florbalový tým Slovenska.
Slovenský svaz florbalu byl založen v roce 1998, národní tým se poprvé představil na turnaji v Lipsku v roce 2003. Na Mistrovství světa ve florbale startoval poprvé v Divizi C v roce 2004, kde obsadil 4. místo (23. celkem). V divizi C startoval i na dalších dvou mistrovstvích. Pak byl systém výkonnostních divizí zrušen a na Mistrovství světa ve florbale 2010 se hrála kvalifikace, v níž slovenský tým prohrál rozhodující utkání o postup s Estonskem. Poprvé se mezi světovou elitou představil na Mistrovství světa ve florbale 2012, kde se mu podařilo postoupit do čtvrtfinále a obsadit konečné osmé místo. Po té se již tým zúčastnil všech mistrovství světa.
Nejlepším výsledkem týmu je šesté místo na Mistrovství světa v roce 2024, ke kterému je dovedl současný trenér, Čech Radomír Mrázek. V žebříčku IFF je Slovensko šesté (za Švýcarskem a před Německem) právě po šestém a předtím sedmém místě na šampionátech v letech 2024 a 2022.
Tradičně mnoho hráčů slovenské reprezentace působí v české Superlize florbalu. Na soupisce na posledním Mistrovství světa 2022 jich bylo třináct.

## Bilance s Českem
K únoru 2024 vyhrálo Slovensko jeden z dosavadních 13 zápasů proti české reprezentaci. Bylo to utkání v kvalifikaci na Mistrovství světa 2022. Toto mistrovství bylo zároveň jediným, na kterém se tyto dva celky střetli. Bylo to ve čtvrtfinále, které Slovensko prohrálo.

## Umístění na mistrovství světa
| Turnaj           | Místo     | Umístění | Rozhodující zápas | Trenér         |
| ---------------- | --------- | -------- | ----------------- | -------------- |
| 2004 Divize C    | Španělsko | 23.      | Španělsko 5 : 11  | Miroslav Hýlek |
| 2006 Divize C    | Španělsko | 23.      | každý s každým    | Marián Granec  |
| 2008 Divize C    | Slovensko | 21.      | Španělsko 6 : 2   | Pavol Blaško   |
| 2010 Kvalifikace | Španělsko | —        | Estonsko 4 : 8    | Pavol Blaško   |
| 2012             | Švýcarsko | 8.       | —                 | Jan Holovka    |
| 2014             | Švédsko   | 10.      | Německo 5 : 7     | Miroslav Sága  |
| 2016             | Lotyšsko  | 9.       | Lotyšsko 6 : 5pp  | Petr Koutný    |
| 2018             | Česko     | 9.       | Estonsko 7 : 5    | Petr Koutný    |
| 2020             | Finsko    | 7.       | Estonsko 8 : 7pp  | Radomír Mrázek |
| 2022             | Švýcarsko | 7.       | Norsko 10 : 5     | Radomír Mrázek |
| 2024             | Švýcarsko | 6.       | Švýcarsko 3 : 6   | Radomír Mrázek |